# Mengueme
Mengueme es una comuna camerunesa perteneciente al departamento de Nyong-et-So'o de la región del Centro.
En 2005 tiene 7527 habitantes, de los que 823 viven en la capital comunal homónima.
Se ubica sobre la carretera N2, unos 50 km al sur de la capital nacional Yaundé.

## Localidades
Comprende, además de Mengueme, las siguientes localidades:
- Adzap
- Benebalot
- Billon
- Ebogo
- Essoessam
- Falassi
- Kamba
- Mebomezoa
- Minlaba
- Mintsagom
- Nkolebae
- Nyimeyong
- Soumayop
- Yenessi